# وفاة علي جواد الشيخ
علي جواد الشيخ هو مراهق بحريني توفي في المستشفى في 31 أغسطس، 2011 عندما كان يبلغ 14 عاماً. توفي علي بعد إصابته في الرأس بقنبلة غاز مسيل للدموع بصورة مباشرة من قوات الأمن البحرينية أثناء الاحتجاجات البحرينية 2011، بحسب ماذكرت المعارضة. وفي المقابل، نفت الحكومة البحرينية تورط قوات الأمن في عملية قتله، وعرضت مكافأة للحصول على أي معلومات بشأن الحادث. ومع ذلك، أقامت المعارضة والعديد من النشطاء احتجاجات واسعه بعد تشيع جثمانه.

## الحياة الشخصية
كجزء من سلسلة من الاحتجاجات التي وقعت في مختلف أنحاء العالم العربي في أعقاب قصة محمد البوعزيزي في تونس، بدأ العديد من سكان البحرين تنظيم مظاهرات والنزول للشارع مطالبةً بمزيد من الحريات والحقوق. اعتبر النظام الحاكم في البحرين هذه الاحتجاجات زعزعة للاستقرار والنظام في البلاد، وقام بعد ذلك بحملات قمع عديدة ضد المتظاهرين في حد مجالات، خاصةً المجال الطبي بعد دخول قوات درع الجزيرة بقيادة المملكة العربية السعودية. كما أشارت أنباء وتقارير عن استعان الحكومة البحرينية بمرتزقة باكستانيين للتصدي للمظاهرات، وكانت النتيجة استمرار الاحتجاجات لكن بشكل متقطع وأعداد أقل.

## وفاته
شارك عدد من المتظاهري بعد صلاة فجر يوم 31 أغسطس في تظاهرة في مدينة سترة بالبحرين، كان من بينهم علي وعمه حسن عيسى. أكد المتظاهرون أن قوات الأمن تصدت لهم وأطلقت عليهم قنابل الغاز المسيل للدموع بشكل مباشر من على بعد عشرين قدماً تقريبا، متسببين في قتل علي. وفي مقابلة مع وكالة اسوشيتد برس، أوضح عيسى أنه «من المفترض أن تطلق قوات الأمن القنابل في الهواء وليس بشكل مباشر على المتظاهرين. لقد تعمدت الشرطة استخدام القنابل بحد ذاتها كسلاح ضد المتظاهرين».
نقل جثمان علي بعد وفاته من المستشفى إلى المشرحة، حيث جرى هناك تشريح الجثة. ذكر رئيس النيابة العامة، أسامة العصفور، في ظهر نفس اليوم أن «علي قد توفي متأثراً بإصابته في الجزء الخلفي من رقبته، بالإضافة لإصابة الصبي بجروح تحت ذقنه وكدمات على وجهه ويده وركبتيه ومنطقة الحوض». وأضاف العصفور «بعدم وجود أي أثر للتعرض للغار المسيل للدموع بعد الكشف على عينة الدم».

## رد الفعل

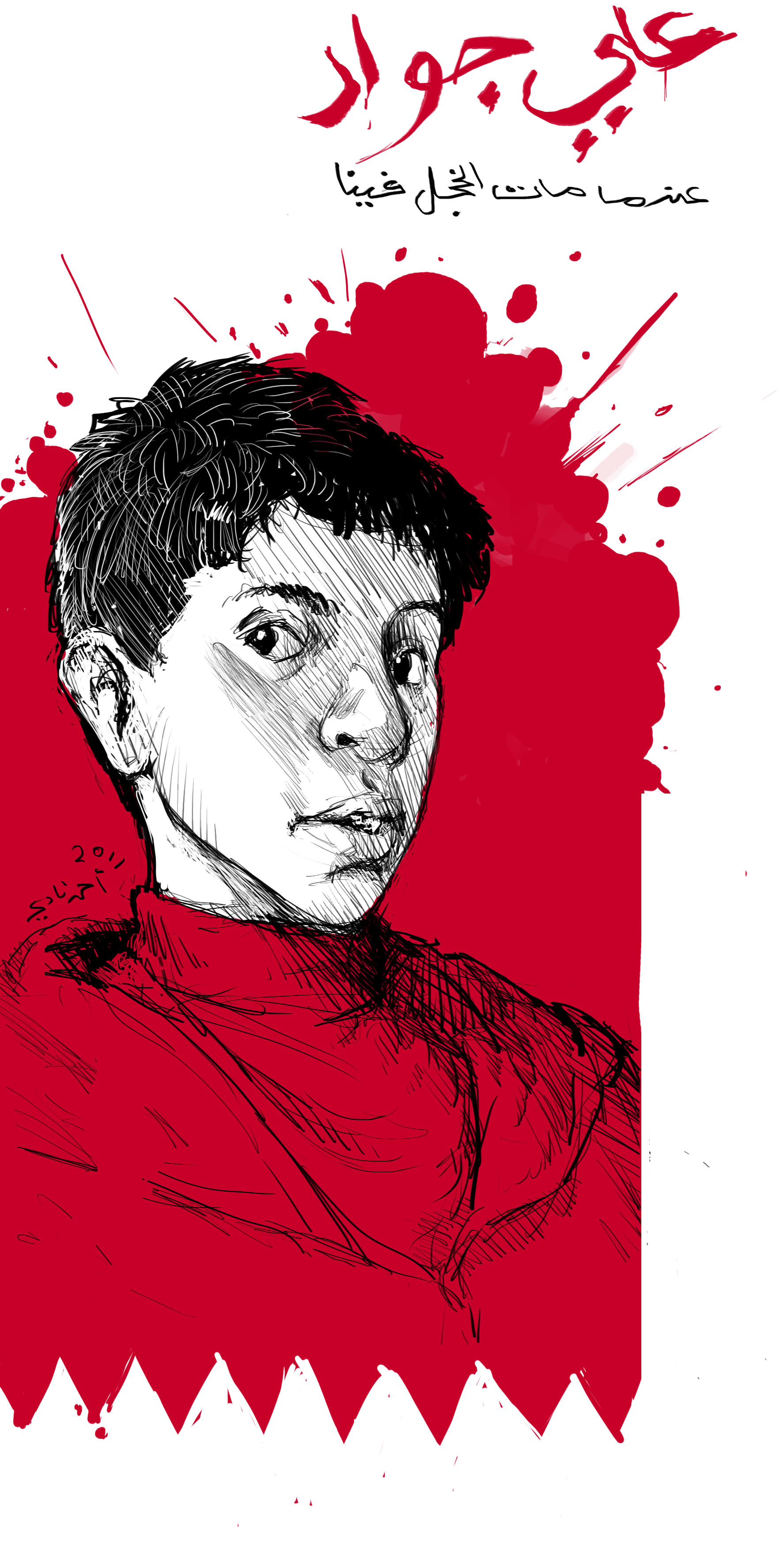
كاريكاتير سياسي لعلي جواد الشيخ من رسم أحمد نادي.

نشرت جمعية شباب البحرين لحقوق الإنسان صورا لعلي بعد تعرضة للإصابة مباشرة. وأكد محمد المسقطي وقتها، رئيس الجمعية أن للصور تأثيراً على من يراها. وتم أيضاً تصوير فديو لعائلة علي في المستشفى حول جثته. وأضح نبيل رجب رئيس مركز البحرين لحقوق الإنسان، أن الفديو كان بمثابة "الهدية للشعب". وطالب جواد الشيخ، والد علي، في مقابلة له مع شبكة سي إن إن الأمريكية، من جماعات حقوق الإنسان "اتخاذ خطوات ضد النظام البحريني، قائلا: لقد فقدت طفلي.. الذي لم يكن يستحق هذا المصير.
أقرت الحكومة البحرينية وفاة علي، إلا أنها قالت في بيان لها عبر وكالة الأنباء الرسمية أنه «لا توجد أي تقارير باستخاذ إجراءات عنيفة ضد الخارجين عن القانون في سترة»، وأن قوات الأمن لم تقم «إلا بتفريق المتظاهرين الذين يصل عددهم لتقريباً 10 في الساعة 1:15 صباح هذا اليوم». رصد وزير الداخلية أيضاً «مكافأة بأكثر من 26 ألف دولار أمريكي لمن يدلي بمعلومات حول المؤولين عن وفاة علي».
ذكر العديد من النشطاء الذين شاركوا في الاحتجاجات منذ بدايتها، أن الشرطة حاصرت المستشفى التي نقل إليها علي ونجحت في منع أي تجمعات في المنطقة. وتم تحديد اليوم التالي لوفاة علي كيوم الجنازة والتي سوف تتبعها مظاهرات اتحجاجاً على مقتله. إلا أنه بدأت اشتباكات بالفعل مع الشرطة في يوم 31 أغسطس، واستمرت حتى صباح يوم 1 سبتمبر.

### تشييع الجنازة والاحتجاج
بدأ موكب الجنازة في التحرك في وقت مبكر يوم 1 سبتمبر، ورفعت صور لعلي قبل وبعد وفاته. كان قد تم تأجيل الجنازة بالفعل لعدة ساعات، حيث رفض والد علي التوقيع على شهادة الوفاة قبل الإفراج عن جثة ابنه، بسبب ذكر سبب الوفاة في الشهادة «بغير معروف». ولا يزال غير مؤكد حتى الآن إن كان تم توقيع الشهادة فعلاً أم أنه قد تم الإفراج عن الجسد من دون التوقيع.
وذكر نشطاء أن الآلاف من الناس حضروا الجنازة. بدأ المشيعون في السير في شوارع سترة بعد دفن علي رافعين صوراً له ومنادين بسقوط حمد آل خليفة. استمرت المظاهرة حتى صلاة الظهر وتفرج المتظاهرون في ظل عدم وجود لقوات الأمن. لاحقاً، اندلعت مظاهرة عارمة مساء هذا اليوم في العاصمة المنامة، حاول خلالها المتظاهرين السيطرة على المكان الذي كان به دوار الؤلؤة، الذي كان رمزاً للاحتجاجات التي اندلعت في فبراير 2011 وتم هدمه من قبل الحكومة بعد فض الاعتصام. استخدمت قوات الأمن الغاز المسيل للدموع وأغلقت الطرقات لمنع وصول المتظاهرين إلى هناك.

## رد الفعل المحلي
ألقى رجل الدين الشيعي المعارض الشيخ عيسى قاسم اللوم على قوات الأمن في وفاة علي، وقال: «قتل صبي عمره 14 عاما من قبل قوات الأمن خلال مظاهرة مناهضة للحكومة الأربعاء يبين ان حكام الجزيرة (يقصد جزيرة البحرين) السنة لا يستمعون لمطالب الشعب من أجل المزيد من الحقوق».